# U-90号潜艇 (1941年)
U-90号（德語：U 90）是纳粹德国战争海军建造的568艘VII-C型潜艇（或称U艇）之一。它由吕贝克的弗伦德尔船厂承建，于1941年10月25日下水，至同年12月20日交付使用。第二次世界大战期间，该艇仅执行过一次巡逻作战，尚未及取得任何战功，便于1942年7月24在纽芬兰岛以东的北大西洋遭加拿大驱逐舰圣克罗伊号以深水炸弹击沉，艇内44名官兵全数阵亡。

## 设计
VII-C型是VII级潜艇的第三次、也是最有价值的改进型。它搭载了被称为“S装置”的新式主动声呐系统，为了容纳这种新设备，VII-C型的艇体尺寸有所增加，并重新设计了鞍状水舱，在其两侧各增加了一个可提供储备浮力的小型浮舱，有利于潜艇完成快速下潜。U-90号的全长为67.10米，舷宽6.20米、并有4.74米的吃水深度，水上和水下排水量分别为769吨和871吨。该艇采用双轴设计，具有两副直径为1.23米的三叶螺旋桨。在机械系统方面，VII-C型艇也得到了升级：通过艇上配备的燃油过滤系统，柴油机润滑系统的使用受命得以延长，也为不同润滑剂在艇上机械设备上混合使用留足了余地。原先前型艇用于发射鱼雷和主压载舱吹除操作的电动空气压缩机则改为容克斯的柴动压缩机，从而减小了对艇上电气系统的依赖；此外，该型艇还装配了更为现代化的电力转换系统。动力由两台曼恩生产的M6V 40/46型六缸四冲程1,400匹公制馬力（1,000千瓦特）涡轮增压柴油机用于水面运行，以及两台布朗-博韦里提供的GG UB 720/8型375匹公制馬力（280千瓦特）双作用电动发电机用于水下航行；水面最高航速17.7節（32.8每小時），水下7.6節（14.1每小時）；能够在水面以10節（19每小時）航速续航8,500海里（15,700），或以4節（7.4每小時）连续在水下航行80海里（150）而无需充电。
武器装备方面，U-90号装备有五具内置式鱼雷发射管——艇艏四具、艇艉一具。其艇艉的鱼雷发射管设计在耐压壳体内部、两片舵之间，鱼雷可以由此向外发射。在轮机舱甲板下方还配备了用于艇艉的鱼雷装填系统，耐压壳体与甲板室之间一前一后还设计有外置鱼雷贮存装置，因此U-90号可携带14枚G7型鱼雷。但不同于其它批次的C型艇，该艇不设水雷贮存及布设装置。此外，它还搭载有一门配备220发弹药的88毫米35式速射炮以及一门配备1,195发弹药20毫米30式高射炮作为甲板炮。其标准船员编制为4名军官及40－56名水兵。

## 历史
1939年1月25日，海军造舰局将第二批次的五艘VII-C型潜艇（U-88至U-92号）建造合同发包予吕贝克的弗伦德尔船厂。其中U-90号于1940年10月1日开始铺设龙骨，建造序列为294。经过近十三个月的建造，它于1941年10月25日下水，至同年12月20日在首度担任艇长的海军中尉汉斯-于尔根·奥德普的指挥下交付使用。完成海试后，该艇加入驻柯尼斯堡（1942年2月起驻但泽）的第8潜艇区舰队，先是在波罗的海进行战备训练，进而于1942年7月作为前线艇换编至驻布雷斯特的第9潜艇区舰队。在1942年6月30日07:30从基尔出发执行的首次作战巡逻中，U-90号横渡波罗的海抵达克里斯蒂安桑接受补给，然后前往北大西洋游弋。自7月13日起，它加入“沃尔夫”狼群，意图以集群方式袭击盟军的护航船队，但一无所获。
十一天后，即7月24日夜晚，狼群中另一艘U艇U-552号的艇长、海军上尉埃里希·托普在纽芬兰岛以东的北大西洋发现了一支盟军护航队并保持接触。这是由33艘船组成的ON-113号船队，为其提供护航的则包括英国驱逐舰伯纳姆号、加拿大驱逐舰圣克罗伊号以及4艘英国轻型护卫舰。当它们截获了一艘U艇的联络信号后，驱逐舰便冲到船队前方，在水面上发现两艘潜艇。伯纳姆号负责追击其中一艘，圣克罗伊号则追击另一艘。后者的猎物正是奥德普指挥的U-90号，它已经进行了26天的处女航。驱逐舰将潜艇逼入水下，并实施了三次精准的深水炸弹攻击。当圣克罗伊号驶近准备进行第四次攻击时，其船员听到了响亮的水下爆炸声，并看到碎片浮出水面。U-90号就此在48°12′N 40°56′W / 48.200°N 40.933°W处沉没，艇内44名官兵全数阵亡。

## 脚注
1. ↑  威廉生，第11頁.
2. ↑  加洛普，第74頁.
3. 1 2  Gröner 1991，第43–46頁.
4. ↑  加洛普，第72頁.
5. ↑  . U-Boot-Archiv Wiki.   [2024-11-25]. （原始内容存档于2024-12-08）.
6. ↑  Helgason, Guðmundur. . uboat.net.   [2024-11-25]. （原始内容存档于2024-12-08）.
7. ↑  Blair，第759頁.